# Zaraïsk
Zaraïsk (en russe : Зара́йск) est une ville de l'oblast de Moscou, en Russie, et le centre administratif du raïon de Zaraïsk. Sa population est de 24 142 habitants en 2014.

## Géographie
Zaraïsk est située sur la rive droite de la rivière Ossiotr, un affluent de l'Oka, à 136 km au sud-est de Moscou.

## Histoire
Au Moyen Âge, le village appartenait aux princes de Riazan et était connu sous le nom de Krasnoïe (XIIIe siècle) et Novogorodok-sur-l'Ossiotr (XIVe et XVe siècles). À partir de 1528, la ville fut appelée « la ville de Nikola Zarazski » et ne reçut son nom actuel de Zaraïsk qu'au début du XVIIe siècle. Avant le XXe siècle, la ville faisait partie du gouvernement de Riazan.
Dans la Russie moscovite, Zaraïsk fut l'une des forteresses d'une ligne fortifiée constituée d'arbres abattus, de barricades, de forteresses et de fossés, construits par les Russes pour se protéger contre les Tatars de Crimée et de Kazan. En 1531, un kremlin en pierre fut construit en lieu et place de l'ancienne citadelle de bois. Les Tatars ne réussirent pas à s'emparer de la forteresse lors de leurs raids de 1533, 1541 et 1570. Elle fut brièvement capturée par les détachements d'Alexandre Jozef Lisovski pendant les troubles de l'Interrègne, au début du XVIIe siècle.

## Patrimoine
Le calcaire du kremlin de Zaraïsk résiste et est conservé dans un assez bon état. La citadelle est très petite et a une forme rectangulaire, avec seulement six tours, dont deux sont percées de portes. Zaraïsk abrite cinq églises, la plus ancienne étant la cathédrale Saint-Nicolas, consacrée en 1681. Il y a des statues du prince Pojarski qui dirigea la défense de la citadelle en 1611, et de Dostoïevski, dont la famille possédait un manoir près de Zaraïsk.

## Population
Recensements (*) ou estimations de la population
| 1897* | 1926*  | 1939*  | 1959*  | 1970*  | 1979*  |
| ----- | ------ | ------ | ------ | ------ | ------ |
| 8 054 | 11 726 | 17 156 | 20 789 | 23 703 | 26 659 |

| 1989*  | 2002*  | 2010*  | 2012   | 2013   | 2014   |
| ------ | ------ | ------ | ------ | ------ | ------ |
| 26 958 | 25 093 | 24 645 | 24 512 | 24 413 | 24 142 |

## Économie
Zaraïsk est un centre industriel : polygraphie, matériaux de construction, industrie alimentaire, fabrication de chaussures.